# Acacia cundinamarcae
Acacia cundinamarcae é uma espécie de leguminosa do gênero Acacia, pertencente à família Fabaceae.